# Hjorthorn, Algot Jonssons ätt
För andra ätter som kallats samma sak, se Hjorthorn
Hjorthorn eller Algot Jonssons ätt är en nutida konventionell benämning på en svensk medeltida frälseätt av lagmän med ursprung från Närke som inte själva använde något släktnamn. Ätten kallas idag för Hjorthorn på grund av de bevarade sigill med vapensköldar, som avbildar ett hjorthorn.
Ätten utgår från fogden över Finland och lagmannen över Värmlands lagsaga, Algot Jonsson (Hjorthorn), (död efter 1323) och var först gift med Botild (Ragnfrid?) Larsdotter (Boberg). Barn:
1. Bengta Algotsdotter, var först gift med riddaren Nils Kettilsson (Bielke) och i sitt andra gifte med Lyder van Kyren.[1] Hon nämns 1336 tillsammans med sin son son Filip, sin mor Botilda och sina bröder Birger och Johannes Algotsson, samt svärsonen Johannes Filipsson i samband med att hon ger sin gård Hånger, bredvid sjön Tåkern i Källstads socken, till S:t Martins systrakonvent i Skänninge, där hon väljer att leva och dö.[2]
  1. Filip
2. Birger Algotsson, väpnare och gift med Kristina Larsdotter (Ama) som är nämnd tidigast 1335, levde 1342 och troligen ännu 1346, dotter till Ulf Ama (Amaätten). Lanserad 1954 som möjlig författare till Erikskrönikan av Bjarne Beckman.[3]
3. Johannes (Jöns) Algotsson, gift med Gunhild Hemmingsdotter (Lejonansikte, Hemming Ödgislessons ätt) i hennes tredje gifte. [4]

I ett andra gifte med Mechtild Lydersdotter (Van Kyren), dotter till riddaren Lyder van Kyren, hade Algot Jonsson:
1. Karin Algotsdotter, gift med Magnus Sture